# Éric Artiguste
Pas d'image ? Cliquez ici

a Compétitions nationales et continentales officielles uniquement.

b Matchs officiels uniquement.
Éric Artiguste, né le 16 juillet 1970 à Lourdes, est un joueur international français de rugby à XV évoluant au poste de centre. Il se reconvertit ensuite en tant qu'entraîneur.

## Biographie

### Carrière de joueur
Éric Artiguste commence la pratique du rugby à XV en 1979 au FC Lourdes,. Né à Lourdes, il y reste scolarisé en internat alors que sa famille s'installe à Souillac dans le Lot. Il porte le maillot national en catégorie junior.
Il évolue avec l'équipe première du FC Lourdes à partir de 1988. Lors de son service militaire, il part au bataillon de Joinville. C'est après cet épisode qu'Artiguste décide de privilégier sa carrière sportive.
Il joue par la suite au RRC Nice,.
La brève expérience d'une saison dans le club niçois n'étant pas concluante, il est contacté par le Castres olympique puis par le Stade toulousain ; il choisit alors de rejoindre Toulouse, en 1993. Son transfert se fait sous condition d'un poste extra-professionnel dans la région ; il est ainsi formé dans l'entreprise Bonadei, d'Alain Bonadei, partenaire du club, et ainsi formé dans cette société spécialisée dans les cloisons amovibles et les faux plafonds.
Le 7 janvier 1996, il joue avec le Stade toulousain la première finale de l'histoire de la Coupe d'Europe à l'Arms Park de Cardiff face au Cardiff RFC, à l'issue de laquelle les Toulousains s'imposent 21 à 18 après prolongation et deviennent ainsi les premiers champions d'Europe. Il sera également sacré champion de France à deux reprises, en 1995 et 1996, et remporte le challenge Yves du Manoir en 1995.
Le 11 novembre 1997, il joue avec les Barbarians français contre l'Afrique du Sud à Biarritz. Les Baa-Baas s'imposent 40 à 22.
Après trois saisons à Toulouse, où il est peu souvent aligné parmi les titulaires, il rejoint en 1996 le Castres olympique. En Challenge européen, il fait partie du groupe castrais s'inclinant en finale en 1997 et 2000. 
Alors qu'il était pré-sélectionné pour une tournée avec les Barbarians « britanniques » en Argentine, Artiguste est appelé dans le groupe de l'équipe de France pour pallier la blessure de Stéphane Glas. Il connaît ainsi son unique cape internationale le 12 juin 1999 contre les Samoa.
Il rejoint en 2002 la Section paloise pour un contrat de deux saisons ; en parallèle, il travaille avec l'entreprise Boucou, une société de gestion des déchets du BTP.
En 2004, alors qu'il intègre le club de l'US Montauban, Michel Boucou lui confie l'ouverture d'une antenne de son agence à Toulouse ; Artiguste créé ainsi, avec ses anciens coéquipiers toulousains Christian Califano et Thomas Castaignède, la société Ovalie Recyclage. Sur le terrain, il est sacré champion de France de Pro D2 sous le maillot montalbanais.
Il finit sa carrière avec le Blagnac SCR pour la saison 2006-2007, avec lequel il dispute la finale du trophée Jean-Prat de Fédérale 1.

### Reconversion en tant qu'entraîneur
Artiguste entraîne les Crabos du Stade toulousain de 2009 à 2011, puis son équipe espoirs de 2011 à 2018 aux côtés de Hugues Miorin,.
En 2018, il rejoint le nouveau staff de son ancien coéquipier Yannick Bru, en tant que consultant de la défense de l'Aviron bayonnais. Lors de la saison 2022-2023, alors que Yannick Bru ne fait plus partie du groupe d'entraîneurs bayonnais et que l'ensemble de l'encadrement a été renouvelé autour de lui, Artiguste est éloigné des terrains jusqu'à la fin de l'exercice sportif et de fait la fin de son contrat, après la défaite de l'Aviron contre la Section paloise en avril 2023.
Il rejoint la saison suivante l'Union sportive dacquoise, tout juste promue en Pro D2, sous les ordres du manager Jean-Frédéric Dubois qu'il a déjà côtoyé dans l'encadrement bayonnais,. Lors de la première saison, l'US Dax parvient à se qualifier en phase finale. Au terme de la saison 2024-2025, l'ensemble de l'encadrement sportif autour de Dubois est écarté malgré leur dernière année de contrat encore en cours.

## Palmarès

### En club
- Championnat de France :
  - Champion (2) : 1995 et 1996 avec le Stade toulousain.
- Coupe d'Europe : 
  - Vainqueur (1) : 1996 avec le Stade toulousain.
- Challenge Yves du Manoir :
  - Vainqueur (1) : 1995 avec le Stade toulousain.
- Challenge européen :
  - Finaliste (2) : 1997 et 2000 avec le Castres olympique.
- Championnat de France de 2e division :
  - Champion (1) : 2006 avec l'US Montauban.
- Championnat de France de 1re division fédérale :
  - Finaliste (1) : 2007 avec le Blagnac SCR.

### En tant qu'entraîneur
- Championnat de France espoirs :
  - Champion (1) : 2015 avec le Stade toulousain
- Championnat de France de 2e division :
  - Champion (1) : 2019 avec l'Aviron bayonnais.

### Distinctions personnelles
- Nuit du rugby 2019 : meilleur staff d'entraîneur de Pro D2 (avec Yannick Bru, Vincent Etcheto et Joël Rey) pour la saison 2018-2019.

## Statistiques en équipe nationale
- 1 sélection en équipe de France en 1999 (1 essai).
- Plusieurs sélections en équipe de France B[4].
- Barbarians français : 1 sélection en 1997.